# George Boyd (futbolista)
George Jan Boyd (Chatham, Inglaterra, 2 de octubre de 1985) es un futbolista británico que juega como delantero en el Wythenshawe Town F. C. de la North West Counties Football League. Fue internacional con la selección de Escocia.
Anunció su retirada del fútbol profesional el 28 de octubre de 2021.

## Selección nacional

### Inglaterra
Jugó para el equipo C de la selección de Inglaterra de 2005 a 2006, participando en seis partidos y anotando un gol.

### Escocia
Boyd fue convocado como titular para el equipo B de Escocia el 30 de abril de 2009, tras obtener pruebas documentales de que su abuelo materno nació en Motherwell. Anotó el segundo gol en la victoria por 3-0 contra el equipo B de Irlanda del Norte. Boyd recibió su primera convocatoria para la selección el 7 de marzo de 2013, cuando fue nombrado en el equipo del entrenador Gordon Strachan para las eliminatorias para la Copa Mundial de Fútbol de 2014 contra Gales y Serbia. Jugó su primer partido con la selección como titular en la derrota por 2-0 ante Serbia el 26 de marzo de 2013 en el estadio Karađorđe de Novi Sad.

## Clubes
| Club                             | País       | Año       |
| -------------------------------- | ---------- | --------- |
| Stevenage F. C.                  | Inglaterra | 2002-2007 |
| Peterborough United F. C.        | Inglaterra | 2007-2013 |
| Nottingham Forest F. C. (cedido) | Inglaterra | 2010      |
| Hull City A. F. C. (cedido)      | Inglaterra | 2013      |
| Hull City A. F. C.               | Inglaterra | 2013-2014 |
| Burnley F. C.                    | Inglaterra | 2014-2017 |
| Sheffield Wednesday F. C.        | Inglaterra | 2017-2019 |
| Peterborough United F. C.        | Inglaterra | 2019-2020 |
| Salford City F. C.               | Inglaterra | 2020-2021 |
| Wythenshawe Town F. C.           | Inglaterra | 2023-     |